# Methanoperedens
Candidatus Methanoperedens (oder kurz Methanoperedens) ist eine Kandidatengattung methanotropher Archaeen aus der Ordnung Methanosarcinales der Euryarchaeota.

## Beschreibung
Die Arten der Kandidatengattung Methanoperedens (oder Candidatus Methanoperedens) gehören zur nicht-taxonomischen Gruppe der anaeroben methanotrophen (Methan verstoffwechselnden) Archaeen (englisch anaerobic methanotrophic archaea, ANME), die Methan über den Enzymkomplex Methyl-Coenzym-M-Reduktase (MCR) verarbeiten. Die ANME-Archaeen bilden verschiedene Untergruppen innerhalb der Klasse Methanomicrobia, die mit ANME-1, −2abcd (-2a bis -2d) und -3 bezeichnet werden.
Die anaerobe Oxidation von Methan (AOM) wurde erstmals bei solchen Archaeen gefunden, die in marinen Sedimenten mikrobielle Gemeinschaften (Konsortien) mit sulfatreduzierenden Bakterien (SRB) bilden.
Die Gattung Ca. Methanoperedens (alias ANME-2d-Gruppe) wurde im Jahr 2006 erstbeschrieben; im engeren Sinn bezeichnet dabei ANME-2d der Referenzstamm der Typusart Ca. Methanoperedens nitroreducens.
Experimentell wurde gezeigt, dass diese Archaeen in der Lage sind, Methan zu oxidieren und dabei gleichzeitig Nitrat zu reduzieren.
Arten der Gattung wurden auch in Umgebungen ohne Nitrat, aber mit alternativen Elektronenakzeptoren wie Metalloxiden, Arsenat und Selenat nachgewiesen.
Die Archaeen von Ca. Methanoperedens finden sich oft in Konsortien mit elektroaktiven heterotrophen Bakterien der Gattung Geobacter. Dabei werden die von den Archaeen erstellten organischen löslichen Zwischenprodukte von Geobacter wiederum als Substrat genutzt. Dieser gemeinschaftliche Ernährungsweise innerhalb eines Konsortiums wird auch als „Syntrophie“ bezeichnet, bzw. Geobacter als „syntrophe“ Bakterien.
Von Archaeen der Gruppe ANME-2 wurde weiß man, dass sie unlösliche extrazelluläre Metalle und Halbmetalle (Metalloide) als Elektronenakzeptoren nutzen können.
D. h. die Metalle verbleiben außerhalb der Zelle und werden nicht etwa als Metallionen oder in Form organischer Komplexverbindungen aufgenommen. Daher wird dieser Mechanismus auch extrazellulärer Elektronentransfer (en. extracellular electron transfer, EET) genannt.
Langfristige Anreicherungen wurden insbesondere mit Ca. Methanoperedens und extrazellulären Elektronenakzeptoren wie Ferrihydrit und Birnessit durchgeführt.
Da diese Mikroben im Rahmen ihrer Stoffwechselaktivitäten Elektronen abgeben, können sie Strom erzeugen, der mit einer „Bioanode“ genannten Elektrode (genauer: Anode) abgegriffen werden kann.
Als Elektronenakzeptoren eines EET können ANME-2-Archaeen aber auch die syntrophen Bakterien nutzen.
Als EET-Mechanismus dieser Mikroorganismen wurde ein direkter Elektronentransfer zwischen den Spezies (en. direct interspecies electron transfer, DIET) vorgeschlagen.
Genauere Untersuchungen von Ca. Methanoperedens sp. BLZ2 durch Stefanie Berger (2021) ergaben, dass diese Archaeen zu den dominierenden Arten in der Bioanodengemeinschaft gehören. Zu dieser Gruppe gehörten außerdem
- Zoogloea sp. (Bacteroidetes)
- Dechloromonas sp. (ebenfalls Bacteroidetes)
- Leptonema (Spirochaetes)

Auch bei diesen Bakterien wurden Gene, die für vermutlich an der EET beteiligte Proteine kodieren, identifiziert.
Es wird daher vermutet, dass als Substrat für die EET nicht direkt Methan, sondern alternative Kohlenstoffquellen wie beispielsweise Acetat dienen.
In denselben Kulturen wurde darüber hinaus auch die anaerobe methanotrophe Bakterienart Ca. Methylomirabilis oxyfera (NC10-Bakterien alias Methylomirabilota) gefunden, und auch Ca. Desulfofervidus auxilii (Referenzstamm HotSeep-1, Deltaproteobacteria, Desulfofervidaceae) wurde bereits früher mit EET in Verbindung gebracht.
Nach dieser Studie ist EET in einer methangetriebenen chemolithoautotrophen Mikroben-Gemeinschaft offenbar ein komplexer Prozess, bei dem Interaktionen innerhalb verschiedener Archaeen und Bakterien den extrazellulären Elektronentransfer zur Bioanode ermöglichen.
Mit dem künstlichen Elektronenakzeptor Anthrachinon-2,6-disulfonat (en. anthraquinone-2,6-disulfonate, AQDS) können ANME-2a und ANME-2c (Methanosarcinales) erfolgreich von ihren syntrophen Partnern abgekoppelt werden Auf diese Weise lassen sich bioelektrochemischen Systeme (BES) zur Erzeugung elektrischer Energie aus Methan entwerfen, vgl. auch Mikrobielle Brennstoffzelle.

## Habitat
Candidatus Methanoperedens kommt in sauerstoffarmen, nitrathaltigen Seen und Tümpeln, sowie in Entwässerungsgräben vor.  Sie gedeihen beispielsweise in den nassen Sümpfen (en. wet bogs) und düngemittelgetränkten landwirtschaftlichen Entwässerungsgräben (en. agricultural culverts) der Niederlande.

## Genom
Das Genom von Ca. Methanoperedens sp. BLZ2 wurde 2017 veröffentlicht. Es wurde aus einer Anreicherungskultur gewonnen und ist 3,74 Mbp (Megabasenpaare) groß und enthält 85 Contigs.
Es enthält zwei Nitratreduktase-Gencluster, eine Ammonium-bildende Nitritreduktase und den kompletten umgekehrten Methanogenese-Weg.

## Borgs
In Archaeen der Gattung Ca. Methanoperedens wurden 2021 lineare doppelsträngige DNA-Segmente mit einer Länge von 600 bis 1.000 kbp (Kilobasenpaaren) gefunden, die unabhängig vom Archaeen-Chromosom replizieren und als „Borgs“ bezeichnet werden.
Die genaue Natur der Borgs ist noch unbekannt, es könnte sich um Riesenviren oder um sehr große lineare Plasmide handeln.
Das (Haupt-)Chromosom der Archaeen ist nur etwa dreimal so groß wie die Borg-DNA; seine Fähigkeiten wie die der anaeroben Methanoxidation werden durch die Borgs möglicherweise erweitert.

## Etymologie
Der Gattungsname Methanoperedens leitet sich ab von neulateinisch methano ‚Methan betreffend‘ und peredens ‚verzehrend‘, ‚aufzehrend‘ bedeutet also „Methan verbrauchend“.

## Artenliste
Der folgende Liste der Mitglieder liegen als Quellen zugrunde (wo nicht anders angegeben: Stand 24. April 2022):
- G – Genome Taxonomy Database (GTDB)[4]
- L – List of Prokaryotic names with Standing in Nomenclature (LPSN)[1] (L? – „not validly published“)
- N – National Center for Biotechnology Information (NCBI)[2]

Die GTDB und LPSN führen mehr Spezies als NCBI, dabei werden in der GTDB einige der NCBI-Spezies miteinander synonymisiert.
Gattung Candidatus Methanoperedens Haroon et al. 2013 (G,L?,N)
- Spezies Ca. M. nitroreducens Haroon et al. 2013[13] (G,L?,N) mit Schreibvariante Ca. M. nitratireducens corrig. Haroon et al. 2013 (L?) – Typus (L)
  - Stamm ANME-2d[13] (G,L) – Referenz (G,L)
  - Stamm UBA453 (G) – bei NCBI in eigener Spezies Ca. M. sp. UBA453 (N)
- Spezies Ca. M. sp. BLZ1 (N) – nahestehend zu Ca. M. ferrireducens[18]
– in der GTDB ein Stamm von M. sp002487355 alias Ca. M. sp. BLZ2
- Spezies Ca. M. sp. BLZ2 (N) alias M. sp002487355 (G) – nahestehend zu Ca. M. manganicus[19][13]
  - Stamm BLZ2 (G) – Referenzstamm (G,N)
  - Stamm BLZ1 (G) – bei NCBI in eigener Spezies Ca. M. sp. BLZ1 (N)
  - Stamm SB2 (G)
  - Stamm Ru_enrich_MN (G)
- Spezies Ca. M. sp. UBA453 (N)
– in der GTDB ein Stamm von Ca. M. nitroreducens.
- Spezies Ca. M. sp. Mnv1[19] alias Ca. M. nitroreducens_A (G)
– in der NCBI-Taxonomie synonym mit Ca. M. nitroreducens, da Mnv1 dort ein Isolat dieser Spezies (N),[20] siehe aber Leu (2020) Fig. 3.[19]
  - Stamm Mnv1 (G)[19] – in der NCBI-Taxonomie ist ein Isolat von Ca. M. nitroreducens (N)[20]
- Spezies Ca. M. ferrireducens Cai et al. 2018 (L?) – nahestehend zu BLZ1[18]
- Spezies Ca. M. manganicus Leu et al. 2020 (L?) – nahestehend zu BLZ2[19]
- Spezies Ca. M. manganireducens Leu et al. 2020 (L?)[19] offenbar mit Schreibvariante Ca. M. manganitroreducens[21]
- Spezies Ca. M. psychrophilus Chen et al. 2022 (L?)[21] mit Fe_bin.173 aus der Metagenomik[21]
- Spezies M. sp. Mizunami[19]
- Spezies M. sp003104905 (G)
  - Stamm FeB_1 (G)
- Spezies M. sp012026795 (G)
  - Stamm MnB_20 (G)
- Spezies M. sp012026835 (G)
  - Stamm MnB_21 (G)
- Spezies M. sp018899795 (G)
  - Stamm KR11_N3.mb.44 (G) – Referenzstamm (G)
  - Stamm KR13_N1.mb.18 (G)
- Spezies M. sp018900975 (G)
  - Stamm KR11_0.1_MetaG.mb.84 (G)
- Spezies M. sp902384525 (G)
  - Stamm LFW-24 (G)[22]
- Spezies M. sp902386085 (G)
  - Stamm LFW-280_1_1 (G)[23]
- Spezies M. sp902386115 (G)
  - Stamm LFW-280_2_2 (G)[24]
- Spezies M. sp902386135 (G)
  - Stamm LFW-280_3_1 (G)[25]
- Spezies M. sp902386205 (G)
  - Stamm LFW-280_3_2 (G)[26]
- Spezies M. sp902386255 (G)
  - Stamm LFW-280_4 (G)[27]
- Spezies M. sp905339155 (G)
  - Stamm METP1 (G)

## Anwendungen
Zwar lag in ersten Tests der Wirkungsgrad dieser biochemischen Stromerzeugung bei nur 17 Prozent. In den derzeitigen Biogasanlagen da von Mikroorganismen produzierte Methan verbrannt, womit über Turbinen Strom erzeugt wird. Der dabei erzielte Wirkungsgrad von weniger als 50 % lässt sich nicht mehr steigern. In Gegensatz dazu hofft man, dass der mit geeigneten Stämmen von Ca. Methanoperedens erzielte Wirkungsgrad noch über dieses Limit gesteigert werden kann, da bisher nur 31 % des Methans in Elektrizität umgewandelt werden.
Die „methanfressenden“ Mikroben könnten daher neue Möglichkeiten zur Stromerzeugung aus Biogas eröffnen.
Analog lässt sich durch mit Hilfe von Anammox-Bakterien, die während des Prozesses Ammonium anstelle von Methan als Substrat verwenden, ebenfalls Energie erzeugen.